# Frank Davey
Frankland Wilmot „Frank“ Davey (* 19. April 1940 in Vancouver, British Columbia, Kanada) ist ein kanadischer Dichter, Schriftsteller und ehemaliger Hochschullehrer.

## Leben
In Vancouver, British Columbia, als Sohn von Wilmot Elmer Davey und Doris Brown geboren, wuchs er im Dorf Abbotsford im Fraser Valley auf. 1957 schrieb er sich an der University of British Columbia, wo er 1961 kurz nach seinem Bachelor of Arts neben Fred Wah und George Bowering einer der mitbegründenden Herausgeber des einflussreichen Gedichtnewsletters TISH wurde. Im Frühling 1952 gewann er den Macmillan Prize for poetry seiner Universität und veröffentlichte die Gedichtsammlung D-Day and After, die erste einer ganzen Gruppe von TISHs zahlreichen Publikationen. Er heiratete Helen Simmons, die ebenfalls aus Abbotsford stammte, im Dezember 1962 und beendete sein Studium mit dem MA im folgenden Frühling. Im Herbst 1963 begann er am Canadian Services College Royal Roads Military College in Victoria zu unterrichten, wo er 1965 Open Letter gründete, ein Journal über die Theorie des Schreibens. Im Sommer 1965 begann er mit seiner Doktorarbeit an der University of Southern California, wo er 1966/67 ein Canada Council fellowship in Anspruch nehmen konnte, um seine Arbeit abzuschließen.
Kurz nachdem seine Frau und er sich 1969 getrennt hatten, verließ er Victoria, um eine Arbeit als Writer-in-Residence an der Sir George Williams University in Montreal zu übernehmen. Hier heiratete er die gebürtige Linda McCartney. 1970 wurde Davey Mitglied des Englischen Lehrstuhls der York University in Toronto und 15 Jahre später Vorsitzender des Instituts. 1990 übernahm er den Lehrstuhl Carl F. Klinck Chair of Canadian Literature an der University of Western Ontario in London. 2014 wurde er zum Mitglied der Royal Society of Canada gewählt. Von 1975 bis 1992 war er einer der aktivsten Autoren von Coach House Press. Gegenwärtig lebt er in Strathroy, Ontario.

## Werk (Auswahl)
Gedichte
- D-day and After – 1962
- City of the Gulls and Sea – 1964
- The Scarred Hull – 1965,
- Bridge Force – 1965
- Weeds – 1970
- Four Myths for Sam Perry – 1970
- Griffon – 1972
- King of Swords – 1972
- L'An Trentiesme: Selected Poems, 1961-70 – 1972
- Arcana – 1973
- The Clallam, or, Old Glory in Juan de Fuca – 1973
- Selected Poems: The Arches – 1980 (edited by bpNichol) ISBN 0-88922-174-X
- Capitalistic Affection! – 1982 ISBN 0-88910-244-9
- Edward and Patricia – 1984 ISBN 0-88910-274-0
- The Louis Riel Organ and Piano Company – 1985 ISBN 0-88801-096-6
- The Abbotsford Guide to India – 1986 ISBN 0-88878-262-4
- Popular Narratives – 1994 ISBN 0-88922-285-1
- Cultural Mischief – 1996 ISBN 0-88922-364-5
- Back to the War – 2005 ISBN 0-88922-514-1
- Lack On! – 2009 ISBN 978-0-9813548-0-4
- How We Won the War in Iraq – 2009 ISBN 978-0-9813548-1-1
- Bardy Google – 2010 ISBN 978-0-88922-636-4
- Afghanistan War: True, False -- or Not – 2010 ISBN 978-0-9813548-2-8

Nicht-fiktionale Werke
- Five Readings of Olson's Maximus – 1970
- Earle Birney – 1971
- From There to Here: A Guide to English-Canadian Literature Since 1960 – 1974 ISBN 0-88878-036-2
- Louis Dudek and Raymond Souster – 1980 ISBN 0-88894-264-8
- Surviving the Paraphrase – 1983 ISBN 0-88801-075-3
- Margaret Atwood: A Feminist Poetics – 1984 ISBN 0-88922-217-7
- Reading Canadian Reading – 1985 ISBN 0-88801-130-X
- Post-National Arguments: The Politics of the Anglophone-Canadian Novel since 1967 – 1993 ISBN 0-8020-2785-7
- Reading 'Kim' Right – 1993 ISBN 0-88922-342-4
- Canadian Literary Power – 1994 ISBN 0-920897-57-6
- Karla's Web: A Cultural Investigation of the Mahaffy-French Murders – 1994 ISBN 0-670-86153-7
- How Linda Died – 2002 ISBN 1-55022-497-2
- Mr & Mrs G.G – 2003 ISBN 1-55022-565-0
- When TISH Happens – 2011 ISBN 978-1-55022-958-5

Anthologien
- Tish Nos. 1-19 – 1975 ISBN 0-88922-077-8
- The SwiftCurrent Anthology – 1986 (hrsg. zusammen mit Fred Wah) ISBN 0-88910-317-8